# Джессіка Джеймс
Джессіка Реддін (англ. Jessica Redding; 8 березня 1979, Анкоридж, Аляска, США — 17 вересня 2019, Норт-Хілс, Лос-Анджелес, США), відома як Дже́ссіка Джеймс (англ. Jessica Jaymes) — американська порноакторка.

## Біографія
Народилася у місті Анкоридж (штат Аляска) у сім'ї матері франко-чеського походження та батька-семінола, який у малому віці приїхав з Аризони. Він працював патрульним полісменом та агентом під прикриттям у Управлінні по боротьбі з наркотиками. Джессіка змалку займалася мистецтвом, грала на фортепіано, малювала. Мріяла стати вчителькою. У 18 років закінчила коледж та викладала у середніх класах.
В порноіндустрію потрапила в 2002 році. Псевдонім — комбінація її імені та імені колишнього партнера. В серпні 2008 року стала «Кішечкою місяця» порножурналу Penthouse.
Зіграла невелику роль у двох епізодах американського телесеріалу Дурман.
Станом на 2011 рік знялась в 104 порнофільмах.
Виявлена мертвою 17 вересня 2019 у власному будинку. Їй було 43 роки.

## Нагороди і номінації
- 2006: AVN Award — Best Group Sex Scene, Film — The Devil in Miss Jones — номінація[7]